# Aleksandr Golovachev
Aleksandr Alekséyevich Golovachev (en ruso: Алекса́ндр Алексе́евич Головачёв; Liubojná, Imperio ruso, 25 de diciembre de 1909 - Lubań, Polonia, 6 de marzo de 1945) fue un oficial militar soviético que participó en la Segunda Guerra Mundial en las filas del Ejército Rojo. En el curso de dicha contienda recibió dos veces el título de Héroe de la Unión Soviética por el valor y el coraje demostrados al mando de la 23.ª Brigada de Fusileros Motorizados de la Guardia.
Se unió al Ejército Rojo a finales de la década de 1920 y ascendió a comandante de compañía de infantería antes de ser arrestado durante la Gran Purga, pero fue liberado por falta de pruebas. Después de luchar en la Guerra de Invierno como comandante de batallón, se convirtió en jefe de Estado Mayor de regimiento antes del comienzo de la Operación Barbarroja. Su unidad fue destruida en las primeras semanas de la guerra en la bolsa de Uman, y Golovachev dirigió los restos durante varios meses detrás de las líneas alemanas antes de unirse a un destacamento partisano a finales de 1941.
Regresó a las líneas soviéticas a principios de 1942 y se convirtió en comandante de regimiento antes de ser nombrado comandante de la 52.ª Brigada de Fusileros Motorizados en septiembre de 1942. posteriormente dirigió la brigada en la tercera batalla de Járkov, durante el cual sufrió grandes pérdidas y fue rodeada. Condecorado por sus acciones en la fuga, Golovachev continuó al mando de la brigada, que se convirtió en la 23.ª Brigada de Fusileros Motorizados de la Guardia por sus acciones en la Operación Kutúzov. Recibió la Estrella de Oro de Héroe de la Unión Soviética dos veces por su liderazgo de la brigada en la Ofensiva de Leópolis-Sandomierz y la Ofensiva Sandomierz-Silesia. La segunda estrella la recibió a título póstumo, ya que murió en combate a principios de marzo de 1945.

## Biografía

### Infancia y juventud
Aleksandr Golovachev nació el 25 de diciembre de 1909 en el seno de una familia rusa de clase trabajadora, en la pequeña localidad rural de Liubojná —en esa época situada en el Uyezd de Briansk, gobernación de Oriol, Imperio ruso, actualmente ubicada en el óblast de Briansk en Rusia—.
Se unió al Ejército Rojo en septiembre de 1929 y fue enviado a estudiar en la Escuela Militar Combinada de Moscú, donde se graduó en 1932. En marzo de ese año, fuea asignado como comandante de pelotón en el 2.º Regimiento de Fusileros de la División de Fusileros Proletarios de Moscú. En junio de 1933 fue transferido al 25.º Batallón Territorial Independiente de Fusileros del 9.º Regimiento de Fusileros del Distrito Militar de Moscú en Kirsánov, donde sirvió como comandante de pelotón de defensa aérea antes de ser transferido para servir en el mismo puesto en la compañía de ametralladoras del batallón. Desde enero de 1935 sirvió en el 57.º Regimiento de Fusileros de la 19.ª División de Fusileros en Ostrogozhsk como comandante de compañía y jefe de Estado Mayor de batallón. Durante la Gran Purga, Golovachev fue trasladado a la reserva en junio de 1937 y arrestado por la NKVD el 31 de julio.
Fue puesto en libertad en octubre de 1938 por falta de pruebas y en febrero de 1939 reintegrado en el Ejército Rojo, volviendo a su puesto anterior como comandante de compañía en el 57.º Regimiento. A partir de junio de ese año volvió a desempeñarse como jefe de Estado Mayor de batallón. Participó en la invasión soviética de Polonia en septiembre y fue nombrado comandante de batallón del 744.º Regimiento de Fusileros de la 149.ª División de Fusileros en noviembre. En enero de 1940 se convirtió en comandante de un batallón del 25.º Regimiento de Fusileros de la 44.ª División de Fusileros del Distrito Militar de Leningrado, al mando del cual luchó en la Guerra de Invierno. En marzo de 1941, fue nombrado comandante del 4.º Batallón de Reconocimiento Independiente del 44.º, que se convirtió en una división de fusileros de montaña, y en mayo fue transferido para servir como jefe de Estado Mayor en el 146.º Regimiento de Fusileros de Montaña.

### Segunda Guerra Mundial
Después del inicio de la invasión alemana de la Unión Soviética, Golavachev luchó con su unidad en las batallas fronterizas y en los combates al sur de Stanislav donde resultó gravemente herido el 27 de junio. En la segunda quincena de julio, su unidad fue rodeada en la bolsa de Uman y destruida. Golovachev escapó de la bolsa y se dirigió hacia el noreste, y el 6 de noviembre, con un grupo de 74 efectivos, llegó a la zona de Briansk, donde se unió a un destacamento partisano que operaba en el distrito de Lyubokhny, cerca de su lugar de nacimiento. Se convirtió en jefe del Estado Mayor del destacamento, con el que se puso en contacto un representante del 10.º Ejército en enero de 1942, quien ordenó al personal militar del destacamento que cruzara la línea del frente y se reincorporara al ejército. Después de ser atendido en un hospital.
En febrero de 1942, fue asignado como comandante del 1326.º Regimiento de Fusileros de la 415.ª División de Fusileros del Frente Occidental, y luchó en batallas al oeste de Medýn. En septiembre fue ascendido al puesto de comandante de la 52.ª Brigada de Fusileros Motorizados, dirigió la brigada en el frente suroeste después de que terminó de formarse. La brigada se unió al 15.º Cuerpo de Tanques el 15 de diciembre y participó en la ofensiva hacia Olkhovatka. Durante la tercera batalla de Járkov a finales de febrero, la brigada fue rodeada y escapó del cerco en pequeños grupos. Golovachev fue uno de los últimos en partir con la bandera de batalla de la brigada, tras lo cual los restos de la unidad fueron retirados a la retaguardia para ser reconstruida. Por sus acciones durante la batalla recibió la Orden de Suvórov de 2.do grado el 31 de marzo de 1943.
La brigada y el cuerpo de ejército en el que estaba integrada fueron enviados al Frente de Briansk a mediados de julio para participar en la Operación Kutúzov. Por sus éxitos en combate, la brigada recibió el título honorífico de guardia y fue renombrada como la 23.ª Brigada de Fusileros Motorizados de la Guardia el 27 de julio de 1943, mientras que el cuerpo se convirtió en el 7.º Cuerpo de Tanques de la Guardia, por su parte Golovachev fue ascendido a coronel el 11 de julio y recibió la Orden de la Bandera Roja. El cuerpo fue trasladado al Frente de Vorónezh (desde el 20 de octubre fue renombrado como Primer Frente Ucraniano) en septiembre y luchó en la batalla de Kiev, la ofensiva de Zhitómir-Berdichev y la ofensiva de Proskurov-Chernovitsy. Por la captura de la localidad ucraniana de Vasylkiv, la brigada recibió el nombre de la ciudad como título honorífico. Por sus acciones durante este período, Golovachev recibió la Orden de la Bandera Roja el 3 de enero y la segunda Orden de Suvórov de 2.do grado, el 10 de enero.
Dirigió la brigada en la ofensiva de Leópolis-Sandomierz en julio, durante la cual capturó Horodok, cruzó el Vístula y capturó una cabeza de puente en la orilla occidental del río. En la lucha para ampliar la cabeza de puente con relativamente poco apoyo de artillería, Golovachev continuó el ataque y rápidamente alcanzó una línea al sur de Szydłów. Posteriormente trasladó su brigada de fusileros motorizados a unirse a las brigadas de tanques del cuerpo al oeste de Opatów y en una marcha nocturna al este de dicha ciudad se acercó al río Opatówka y junto con las brigadas de tanques llegaron a Stadoly, donde durante cuatro días lucharon contra el avance de la 17.ª División Panzer alemana, impidiendo que esta última relevara a las tropas alemanas cercadas en Sandomierz. Por su «hábil dirección» de la brigada, fue galardonado con la Estrella de Oro de Héroe de la Unión Soviética y la Orden de Lenin el 23 de septiembre de 1944.
Desde enero de 1945, la 23.ª Brigada de Fusileros Motorizados de la Guardia luchó en la ofensiva de Sandomierz-Silesia y en la ofensiva de Baja Silesia, durante la cual capturó las localidades de Częstochowa, Pitschen y Bolesławiec, cruzó el Óder y capturó una cabeza de puente en la orilla occidental del río. Murió en combate el 6 de marzo durante los combates cerca de la aldea de Logau, al este de Lubań, alcanzado por un fragmento de un proyectil alemán. Su cuerpo fue enviado a la localidad ucraniana de Vasylkiv (óblast de Kiev) donde fue enterrado. Un mes después, fue nombrado póstumamente Héroe de la Unión Soviética por segunda vez por su liderazgo de la brigada durante la Ofensiva de Sandomierz-Silesia.

## Familia

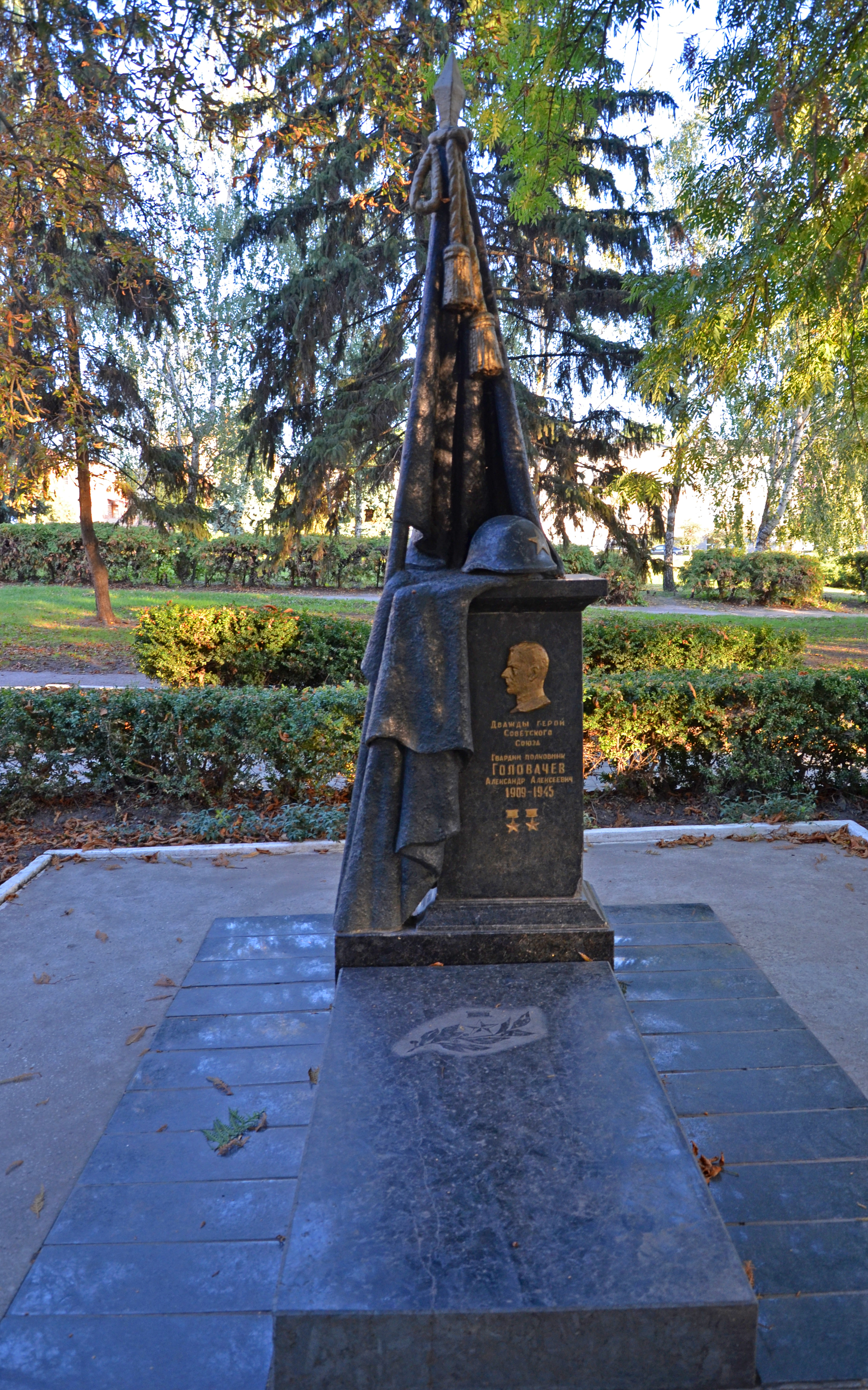
Tumba del coronel Aleksandr Golovachev en Vasylkiv (Ucrania)

Golovachev se casó con Nina Mijáilovna, con quien tuvo dos hijos, Vladímir y Yury. Su familia fue evacuada a Sverdlovsk durante la guerra, donde Yury, a quien Golovachev nunca conoció, murió a los dos años de desnutrición. Después de la guerra su otro hijo, Vladímir, se convirtió en académico.

## Condecoraciones
A lo largo de su carrera militar, Aleksandr Golovachev recibió las siguientes condecoraciones
|  | Héroe de la Unión Soviética, dos veces (23 de septiembre de 1944 y 6 de abril de 1945)               |
|  | Orden de Lenin (23 de septiembre de 1944)                                                            |
|  | Orden de la Bandera Roja, tres veces (21 de julio de 1942, 4 de agosto de 1943 y 3 de enero de 1944) |
|  | Orden de Suvórov de 2.do grado, dos veces (31 de marzo de 1943 y 10 de enero de 1944)                |
|  | Orden de la Estrella Roja (1944)                                                                     |
|  | Medalla por la Defensa de Moscú (1944)                                                               |